# Grasshopper Club Zürich
El Grasshopper-Club Zürich, també conegut com a GCZ, GC o Grasshoppers, és un club esportiu suís, destacat en futbol, de la ciutat de Zúric.
Va ser fundat l'1 de setembre de 1886 per Tom E. Griffith, un estudiant anglès. Amb una donació de 20 francs, el club va poder importar d'Anglaterra els seus uniformes blanc i blaus. Disputà el seu primer l'octubre d'aquell any contra l'ETH i finalitzà amb empat a zero. El 1893, el Grasshopper fou el primer club suís en jugar a Alemanya, derrotant el RC Strasbourg per 1 a 0.
L'any 1896 nasqué el Fussballclub Zürich i, amb ell, l'inici d'una rivalitat històrica. L'any següent, el GC guanyà el primer campionat suís, inici d'un brillant palmarès, el millor del país. El 1909, el Grasshopper abandonà la federació fins al final de la Primera Guerra Mundial el 1919.
Actualment, a més del futbol, el club disposa de seccions de rem, hoquei sobre gel, handbol, tennis, hoquei sobre herba, curling, esquaix i unihockey.

## Palmarès
- 27 Lliga suïssa de futbol: 1898, 1900, 1901, 1905, 1921, 1927, 1928, 1931, 1937, 1939, 1942, 1943, 1945, 1952, 1956, 1971, 1978, 1982, 1983, 1984, 1990, 1991, 1995, 1996, 1998, 2001, 2003
- 18 Copa suïssa de futbol: 1926, 1927, 1932, 1934, 1937, 1938, 1940, 1941, 1942, 1943, 1946, 1952, 1956, 1983, 1988, 1989, 1990, 1994
- 2 Copa de la Lliga suïssa de futbol: 1973, 1975
- 1 Supercopa suïssa de futbol: 1989
- 1 Copa Intertoto de la UEFA: 2006

## Jugadors destacats
| - Martin Andermatt - Roger Berbig - Alfred "Fredy" Bickel - Thomas Bickel - Stéphane Chapuisat - Giovane Elber - Ove Grahn - René Hüssy - Kurt Jara - Papa Bouba Diop | - Marcel Koller - Stephan Lichtsteiner - André Meyer - Severino Minelli - Patrick Müller - Günther Netzer - Walter Schoeller - Ciriaco Sforza - Johann Vogel - Claudio Sulser | - Alain Sutter - Mihai Tararache - Kubilay Türkyilmaz - Branislav Vukosavlijevic - Hakan Yakın - Murat Yakin - Reto Ziegler - Adrian De Vicente - Wynton Rufer - Enzo Ruíz |